# 395 Delija
395 Delija (mednarodno ime je 395 Delia) je asteroid C (po Tholenu)  Ch (po SMASS) v asteroidnem pasu. 

## Odkritje
Asteroid je odkril francoski astronom A. Charlois ( 1864 – 1910) 30. novembra 1894 v Nici. Imenuje se po drugem imenu za Artemido iz grške mitologije. 

## Lastnosti
Asteroid Delija obkroži Sonce v 4,65 letih. Njegova tirnica ima izsrednost 0,086, nagnjena pa je za 3,349° proti ekliptiki. Njegov premer je 50,98 .